# 半边风
半边风（学名：Passiflora perpera）为西番莲科西番莲属下的一个种。

## 扩展阅读
- 維基物種上的相關：半边风